# Jan Czykwin
Jan Czykwin (ur. 18 maja 1940 w Dubiczach Cerkiewnych, zm. 14 listopada 2022 w Bielsku Podlaskim) – białoruski i polski poeta, historyk literatury, tłumacz; profesor nauk humanistycznych.

## Życiorys
Debiutował na łamach pisma „Niwa” w 1957. W 1964 ukończył rusycystykę na Uniwersytecie Warszawskim. Od 1969 pracował w filii UW w Białymstoku, od 1985 do 1997 na Uniwersytecie Warszawskim, a od 1998 był pracownikiem Uniwersytetu w Białymstoku. W tymże roku uzyskał tytuł profesora nauk humanistycznych.
W 1989 został prezesem Białoruskiego Stowarzyszenia Literackiego „Białowieża”.
W 2008 został odznaczony Złotym Medalem „Zasłużony Kulturze Gloria Artis”.
W 2015 został odznaczony Medalem Franciszka Skaryny Republiki Białorusi.

## Publikacje
- „Idu” (1969)
- „Swiataja studnia” (1970)
- „Niespakoj” (1977)
- „Na progu świata” (1983)
- „Splot słoneczny” (1988)
- „Swietły mih” (1989)
- „Kruhawaja czara” (1992)
- „Swiet pierwszy i aposzni” (1997)